# آیگشات، واغارشاپات
آیگشات (به ارمنی: Այգեշատ) یک روستا در ارمنستان است که در واغارشاپات، استان آرماویر واقع شده‌است. در ۳۲ کیلومتری شمال شرق آرماویر، مرکز استان آرماویر واقع شده‌است.

## خصوصیات
آیگشات ۲٬۲۰۰ نفر جمعیت دارد و ۹۵۰ متر بالاتر از سطح دریا واقع شده‌است.
| سال   | ۱۸۳۱ | ۱۸۹۷ | ۱۹۲۶ | ۱۹۳۹ | ۱۹۵۹ | ۱۹۷۰  | ۱۹۷۹  | ۲۰۰۱  | ۲۰۰۴  |
| جمعیت | ۱۴۱  | ۴۳۱  | ۵۴۷  | ۷۱۸  | ۸۵۹  | ۱٬۱۰۰ | ۱٬۱۷۸ | ۱٬۴۸۰ | ۱٬۵۰۰ |

## نگارخانه

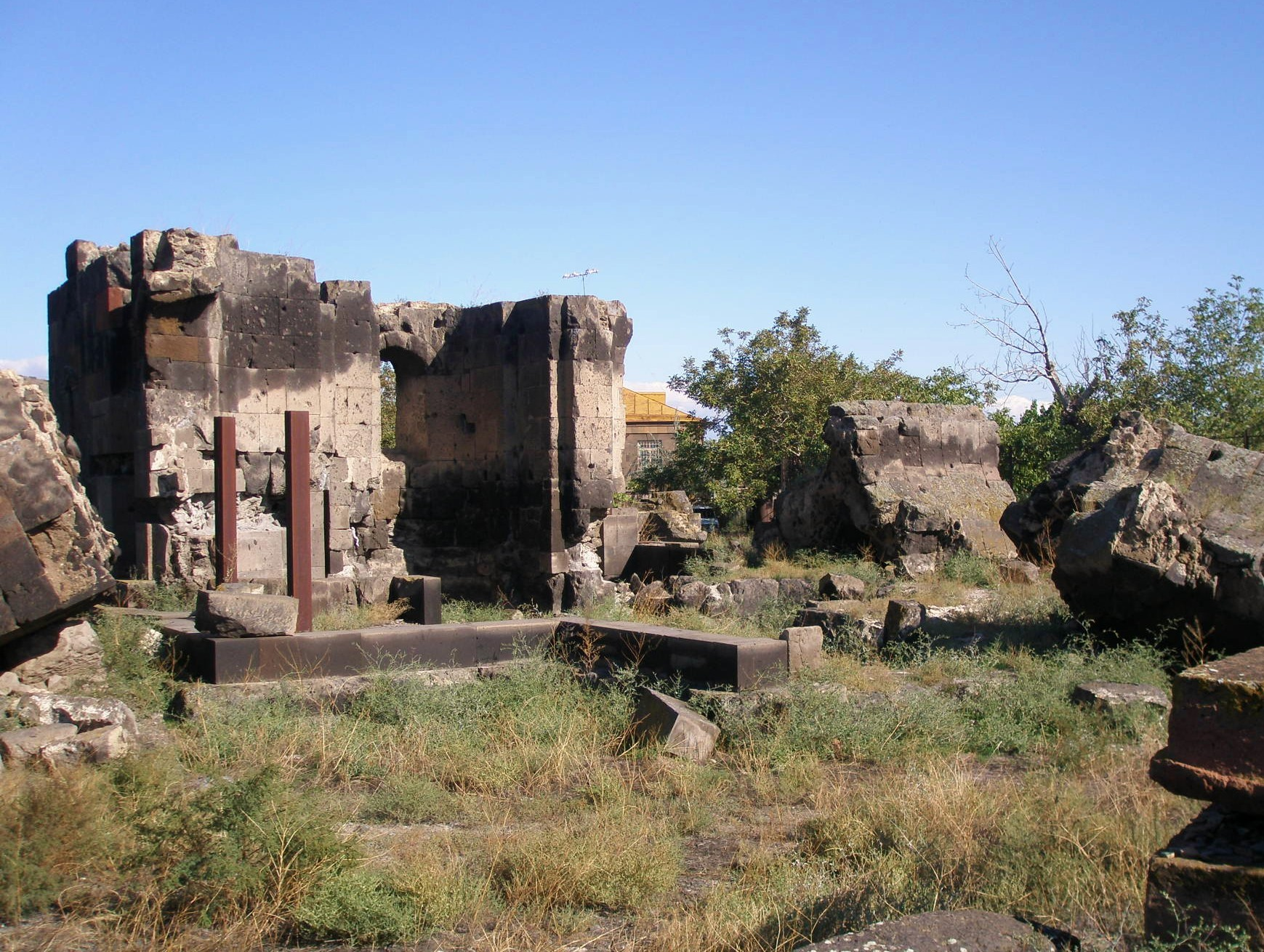
ویرانه‌های «تارگمانچاتس وانک» متعلق به سده‌های ۶ام یا ۷ام میلادی
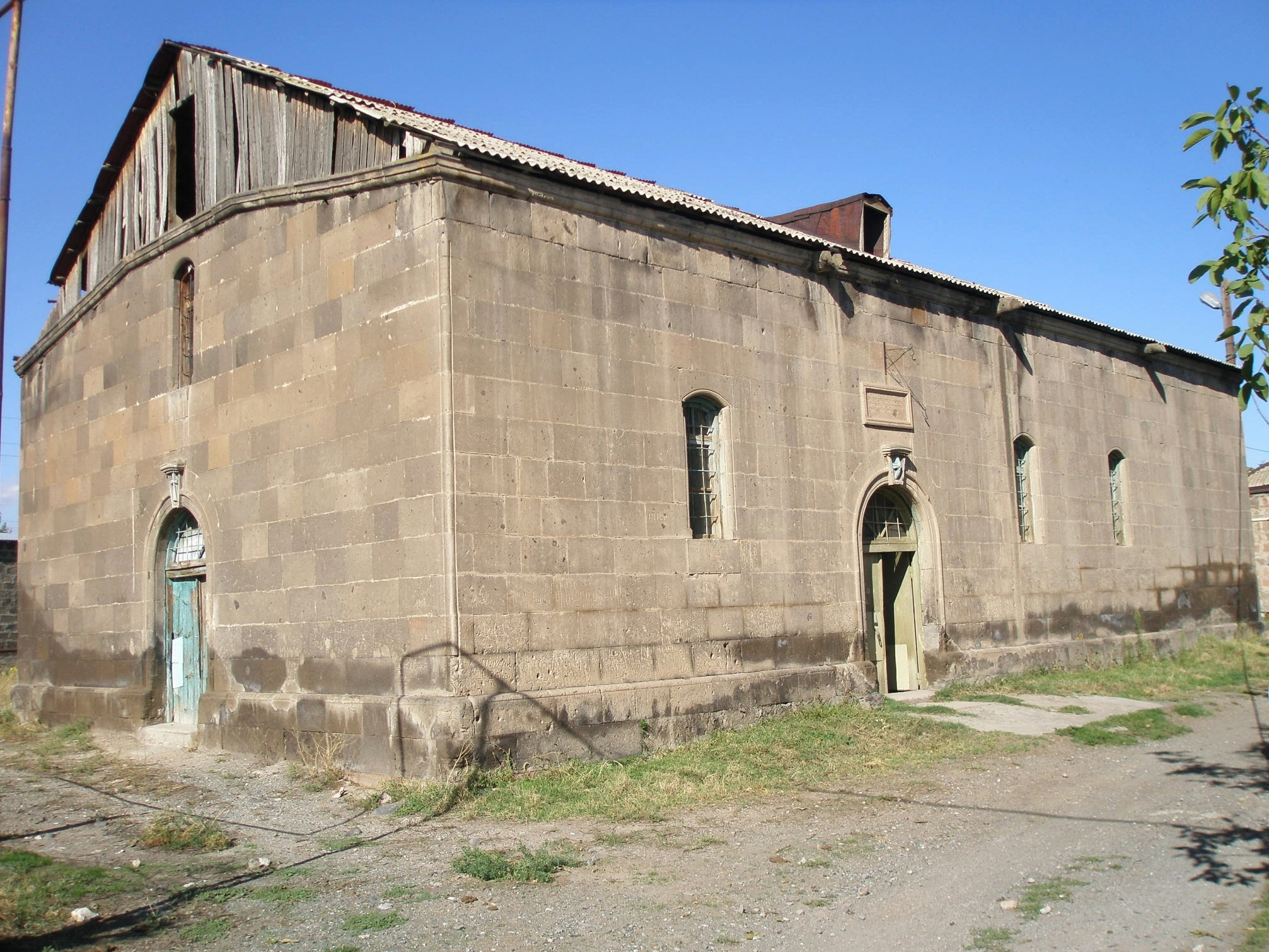
Surb Gevorg Church of the 18th century, restored early 20th century